# Reniê
Reniê Almeida da Silva, ou simplesmente Reniê (Feira de Santana, 10 de abril de 1989), é um futebolista brasileiro que atua como zagueiro e volante. Atualmente joga no Botafogo-PB.

## Carreira
Aos 14 anos, começou a jogar no Astro, de Feira de Santana, na Bahia. Se destacava pela segurança nos desarmes e pelo seu porte físico. Num jogo válido pelo Campeonato Baiano de Juniores, disputado na casa do Vitória, chamou a atenção dos dirigentes e foi chamado para defender as cores do rubro-negro mesmo seu time tendo sido goleado por 10 a 0.
Estreou na equipe profissional em 2009, favorecido pelas lesões e suspensões dos jogadores titulares e reservas da equipe profissional, num jogo contra o Atlético Mineiro, em que Reniê não comprometeu e fez uma atuação bastante satisfatória. Ainda na reserva, participou de momentos importantes do Leão nos dois anos seguintes, sendo titular inclusive nas finais da Copa do Brasil de 2010, contra o Santos, já que Anderson Martins, o dono da posição, se machucara.
Continuou entrando esporadicamente até o começo de 2012, quando, com menos oportunidades em relação aos anos anteriores, foi emprestado, junto a outros dois jogadores do rubro-negro baiano, ao Botafogo-SP, para a disputa do Paulistão. Retornou ao Vitória ao fim do estadual, sendo novamente emprestado poucos dias depois ao Atlético Goianiense para a disputa do Campeonato Brasileiro. Ao fim da temporada, retornou ao Vitória.
Não renovando no final de 2013, acertou com o Comercial-SP para a disputa do Campeonato Paulista de 2014. Já no mês de maio, acertou com o Paysandu, onde conquistou o vice-campeonato da Série C e o consequente acesso à Série B do ano seguinte.
Para o ano de 2015, chegou ao Volta Redonda, visando a disputa do Campeonato Carioca de 2015.
Após o término do Carioca, Reniê acertou com o Guarani.

## Títulos
Vitória
- Campeonato Baiano: 2009, 2010 e 2013
- Copa do Nordeste: 2010